# SE Picos
SE Picos is een Braziliaanse voetbalclub uit Picos in de staat Piauí. 

## Geschiedenis
De club werd opgericht op 8 februari 1976. Een jaar later speelden ze voor het eerst in het Campeonato Piauiense. Ze speelden er tot 1980 en dan nog één seizoen in 1982. Hierna keerden ze pas in 1991 terug. Dat jaar won de club ook de eerste titel en er volgden er nog drie in de jaren negentig. In 1992 speelde de club in de Série B en werd daar vijfde op acht clubs in de groepsfase. In 1995 speelden ze in de Série C en bereikte daar de derde ronde, waar ze verloren van ABC. In 1997 werden ze in de eerste groepsfase uitgeschakeld en in 1998 en 2008 in de tweede groepsfase. Na 2003 verdween de club enkele jaren uit de hoogste klasse en keerde terug van 2008 tot 2013. Na twee jaar afwezigheid keerden ze opnieuw terug naar de hoogste klasse in 2016. 

## Erelijst
Campeonato Piauiense
1991, 1994, 1997, 1998